# Il prato (film)
Il prato è un film del 1979 diretto da Paolo e Vittorio Taviani.
Si tratta dell'ottava pellicola diretta dai fratelli Taviani, seconda ed ultima collaborazione per loro con Ennio Morricone.

## Trama
Uno studente di giurisprudenza, Giovanni, viene mandato dal padre a San Gimignano, in Toscana, per dirimere una causa ereditaria. Lì incontra una giovane donna, Eugenia, e se ne innamora perdutamente. Questa lavora a Firenze per guadagnarsi da vivere, ma, sul posto, si occupa dei bambini con i quali vuole creare un'animazione teatrale. È già l'amante di Enzo, un ragazzo dalle idee libertarie, che cerca di organizzare una comunità agricola su una terra desolata. La situazione sembra senza speranza per Giovanni, che nutre la massima stima per Enzo. 
Quando finalmente lo spettacolo viene rappresentato, i proprietari terrieri, imbarazzati dal suo contenuto, chiamano la polizia per interrompere lo spettacolo. Durante la colluttazione che ne segue, Eugenia rimane gravemente ferita. Giovanni cerca, insieme ad Enzo, di tenerla in vita raccontandole la favolosa storia del suonatore di flauto. Eugenia si riprende e Giovanni, da parte sua, decide di tornare a casa. Anni dopo, Giovanni è diventato giudice e una relazione appassionata gli ricorda il suo antico amore. Ciò è ravvivato dal fatto che Eugenia gli annuncia telefonicamente che si appresta, con Enzo, a partire per il Maghreb. Al momento della separazione definitiva, Giovanni opta per una scelta disperata e irrevocabile.

## Incassi
Il prato si collocò al sessantottesimo posto tra i film di maggiore incasso nella stagione 1979-1980.